# Max Gradel
Max-Alain Gradel (Abidjan, 1987. november 30. –) elefántcsontparti válogatott labdarúgó, jelenleg a Sivasspor. Posztját tekintve csatár.

## Sikerei, díjai
Leicester City
- Angol harmadosztály bajnoka (1): 2008–09

Leeds United
- Angol harmadosztály második helyezett (1): 2009–10

Saint-Étienne
- Francia ligakupagyőztes (1): 2012–13

Elefántcsontpart
- Afrikai nemzetek kupája (1): 2015